# 小格伦·莱斯
小格伦·安东尼·莱斯（英語：Glen Anthony Rice Jr.，1991年1月1日—），美国职业篮球运动员，大学效力于佐治亚理工学院。他在2013年NBA选秀中被费城76人在第二轮总35顺位选中，旋即被交易到华盛顿奇才。不过他没有跟随佐治亚理工学院进行2011-12NCAA赛季,因为他遭到了球队的开除。随后他来到了NBA发展联盟的里奥格兰德山谷毒蛇，并且带领毒蛇队拿到了发展联盟的总冠军。在他的发展联盟生涯中，他的扣篮得到了认可，成为了2013年NBA发展联盟扣篮大赛的一员。他同时参加了2013和2014年的NBA夏季联赛，并且在2014年的夏季联赛拿到了MVP。
在他的高中时期,莱斯曾在乔治·沃尔顿综合性高中就读4年级时成为科布縣最佳篮球运动员称号。他所就读的乔治·沃尔顿综合性高中也在他的3、4年级时拿到了州冠军，他也得到了佐治亚理工学院的招募。此外，他也是前NBA全明星球员和冠军球员格伦·莱斯的儿子。

## 高中生涯
小格伦·莱斯在他的四年级赛季被玛丽埃塔日刊评为科布县最佳高中男子篮球运动员，同时被亚特兰大宪法报提名进入高中篮球联赛第三队。他参加了2008年11月的大学意向选择（NLI）中，莱斯被描述成一个「大器晚成」的球员。在他的4年级赛季，他带领的乔治·沃尔顿综合性高中是全乔治亚AAAAA比赛成员，（被亚特兰大宪法报评为2队，佐治亚记者协会则评为1队）
。
莱斯在Rivals.com的评选中，在全美得分后卫排名13位、在Scout.com评选为32位、被ESPN评选为第35位。作为当年的「密歇根五虎」之一的格伦·莱斯的儿子，密歇根大学一直在努力招募小莱斯，直到小莱斯承诺加盟佐治亚理工学院自此，小莱斯和德里克·费弗斯等人成为佐治亚理工学院的一员。
小莱斯宣布加盟的佐治亚理工学院称，他们决定招募小莱斯的原因是他在大四赛季带领他的高中夺得州冠军。但是，乔治亚州高中协会的记录显示，小莱斯在高中期间的大四赛季没有赢得任何体育项目的冠军，亚特兰大宪法报也证实小莱斯的球队在AAAAA赛事的第2轮即遭淘汰。

## 大学生涯

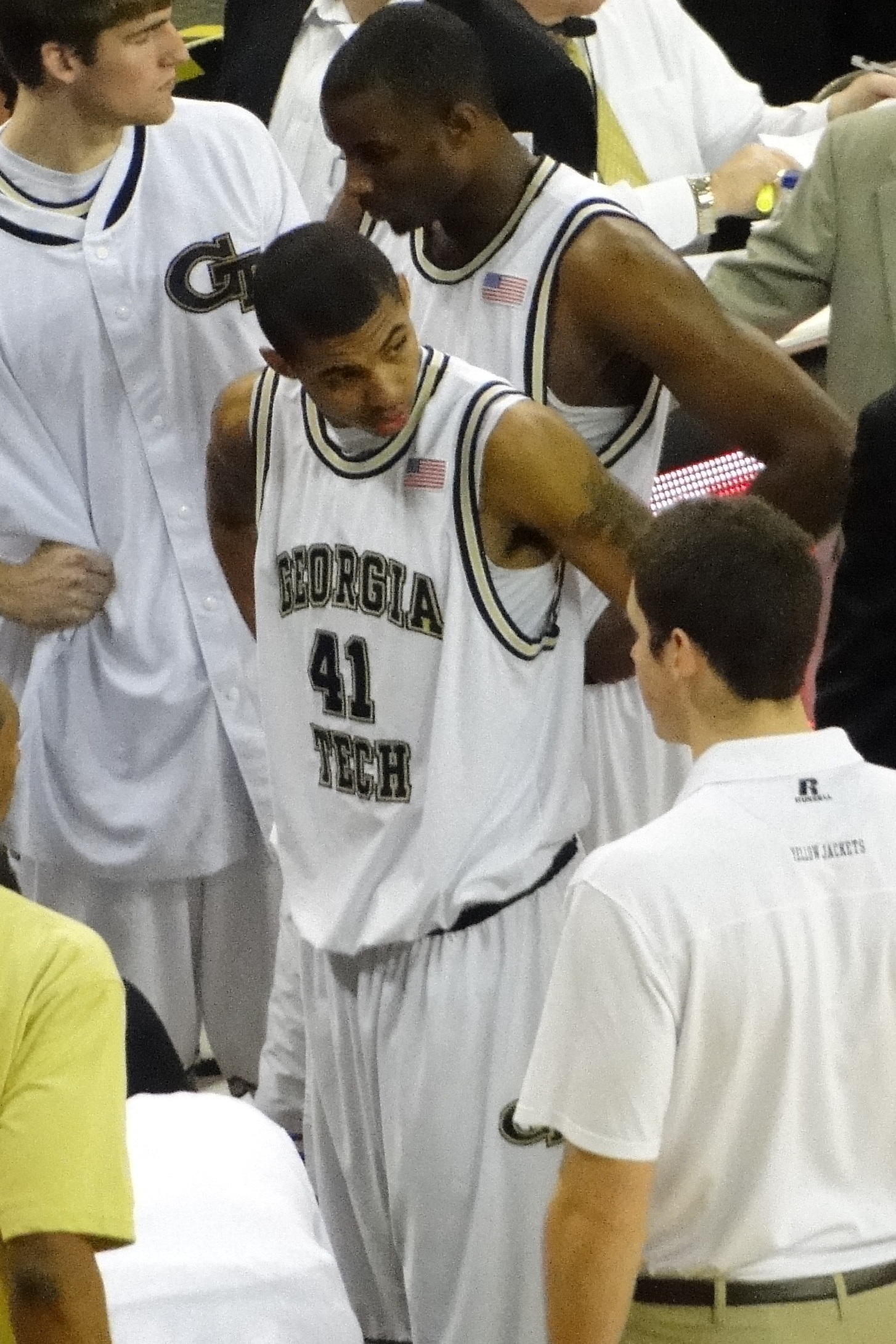
小莱斯(#41)带领的佐治亚理工学院面对肯塔基大学 (2010-01-30)

小莱斯在板凳上开始了他的大一赛季，不过他打满了球队的每一场比赛，且6次得分上双，包括在NCAA分区比赛面对俄亥俄州立大学的比赛。在2010年3月2日面对克莱门森大学时，他拿下了赛季新高的17分，外加8个篮板和4个助攻。在赛季结尾的ACC最佳新秀评选中，有着优异表现的莱斯是4个得到至少1张首位选票的球员，但是他竟没有入选ACC最佳新秀第一队。
在他的大二赛季，莱斯有6场比赛得分超过20分,，另外在超过10分钟上场时间的比赛中，有3场比赛莱斯没有得分，值得一提的是，佐治亚理工学院在3场比赛中全部获得胜利。在莱斯的大二赛季，他的得分、篮板、助攻、抢断和上场时间均排在球队第二位。莱斯的得分在ACC联盟中排名17位，抢断则排名第六。另外，莱斯在赛季中拿到了3次10篮板或以上，这使他得到了3次两双数据。佐治亚理工学院在莱斯的第二个赛季在同一个传奇经典赛本有机会对阵密西根大学，但由于密西根大学没有晋级冠军赛，莱斯失去了对阵他父亲的母校的机会。1月中旬的1月16日和1月19日，莱斯在面对北卡罗莱纳大学和维克森林大学的背靠背比赛中首次拿下连续两场20分以上的数据。在赛季末，莱斯又一次在背靠背比赛中打出优异表现，他是在1月30日对马里兰大学时得到12个篮板球，而在2月3日对迈阿密大学时拿下了28分。而在赛季末的三场比赛上，佐治亚理工学院教练保罗·休伊特选择禁止莱斯出战。
在莱斯的大三赛季，球队头号得分手伊曼·香珀特宣布参加2011年NBA选秀后，莱斯成为了佐治亚理工学院的头号得分手，但是莱斯因为违反一项未公开的校规，被禁止参加赛季的前三场比赛。当他在2011年11月18日结束禁赛回到球队后，他暂时担任第六人的角色，直到12月3日对阵杜兰大学绿药丸队时才回归首发阵容，在这场比赛上他砍下11分11个篮板球外加生涯新高的4次盖帽，得到本赛季第一次两双，此后他愈战愈勇，在12月19日面对阿拉巴馬農工大學时，他拿到21分10篮板外加3次盖帽。12月22日，莱斯又在面对莫瑟大学时贡献19分11个篮板球。ACC数据统计要求球员出战超过75%的比赛，当莱斯因为他的三场禁赛，一度未能达标，合格后他的场均得分、篮板、抢断、盖帽和投篮命中率均排在球队头位。但在12月29日，莱斯一分未得，球队也输给了福特汉姆大学。但在2012年1月7日，面对3号种子杜克大学挑战时他轰下了追平生涯最高分的28分外加8个篮板球，然后又在1月11日面对北卡罗来纳州立大学的比赛中贡献22分，生涯第二次背靠背比赛中拿下超过40分。在1月29日，莱斯受制于他的脚趾伤势，在22分钟的时间里仅仅拿到4分。在2月初，莱斯因伤势被迫退出球队。当莱斯回归后仅仅三场比赛，他被无限期禁赛，原因是他酒後駕車引发交通事故，并被控非法开枪，这也是他在大学生涯中第三次，本赛季第二次遭到球队禁赛。媒体认为格雷戈里（球队总监）会类似博·莱恩一样禁止莱斯转学，不过尔后格雷戈里表示他将不会阻止莱斯转到任何一所学校。此后莱斯被球队驱逐，他也被CBS体育看做全美今夏可能潜在的20个转学生之一
。

## 职业生涯

### 里奥格兰德山谷毒蛇时期
2013年11月2日，小格伦·莱斯参加NBA发展联盟选秀，被里奥格兰德山谷毒蛇选中。他参加了11月23日的揭幕战，并完成了自己职业生涯的首秀，对手是贝克斯菲尔德果酱。莱斯在赛季初并没有得到太多出场机会，在前22场比赛中他仅出战147分钟。不过，在2014年2月4日，他在面对春田裝甲的比赛中得到生涯最高的35分和15个篮板球。在2013年NBA全明星賽前一日，小莱斯参加了2013年度的NBA发展联盟梦工场扣篮大赛。在3月5日面对愛荷華能量的比赛中，莱斯拿下20分14个篮板外加4次助攻的数据；3月10日，莱斯再次砍下23分外加8个篮板，这次的对手是雷諾大角羊。3月11日，他顺理成章的成为了当周的发展联盟最佳球员，他场均能贡献24分和11个篮板。在常规赛季结束后，莱斯入选了NBA发展联盟最佳新秀阵容第二队。之后，莱斯成为了毒蛇队的首发球员，带领毒蛇队打出了一波16连胜，并一举夺得2013年NBA发展联盟的总冠军。莱斯在季后赛有着上佳表现，在季后赛中他可以场均拿到25分、9.5个篮板球和2盖帽及抢断，而在总决赛他可以场均砍下29分11.5个篮板球外加3.5次盖帽的优异数据。

### 2013年NBA选秀
在度过了他的NBA发展联盟赛季后，莱斯决定参加2013年的NBA选秀。他在NBA发展联盟的表现令他从原来被预测落选的球员变成了预测首轮的球员，他也是60个被邀请到NBA选秀联合试训的球员之一。在2013年6月28日举行的2013年NBA选秀中，莱斯在2轮5顺位总第35顺位被费城76人选中，随后被交易至华盛顿奇才换取内特·沃尔特斯和54顺位选秀权（选择阿萨兰·卡兹米），他也因此成为当时有NBA发展联盟经验参加NBA选秀后得到最高顺位的球员。然而在2014年NBA選秀中，P·J·海尔斯顿成为了最高选秀顺位的前NBA发展联盟球员。

### 华盛顿奇才时期

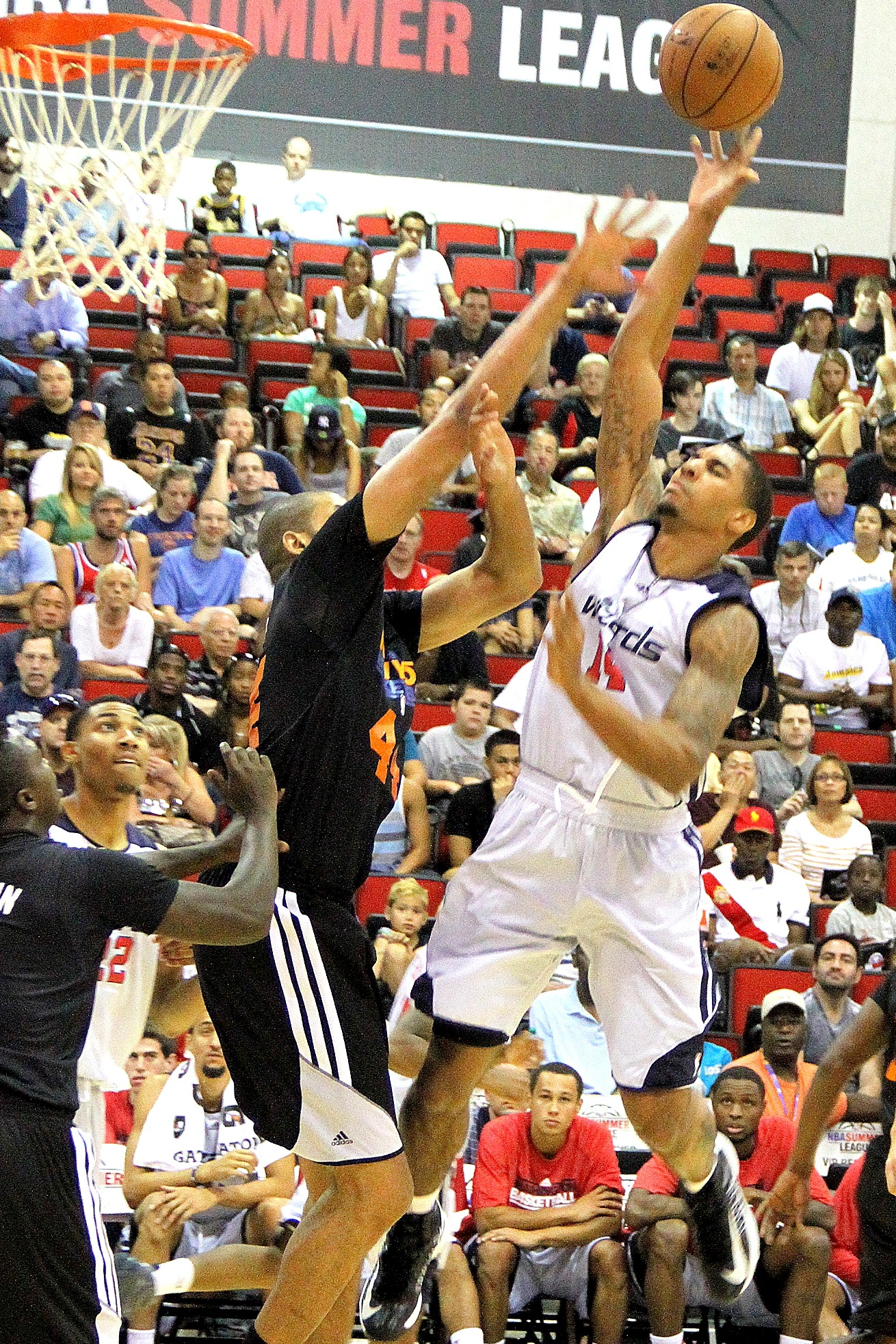
莱斯代表华盛顿奇才出战2013年NBA拉斯维加斯夏季联赛

2013年7月8日，莱斯与奇才签下一份新秀合同。在2013年NBA夏季联赛中，莱斯在7月13日和19日的两次扣篮成为当日雪碧夏季联赛最佳扣篮。他首次出战NBA常规赛是在2013年11月12日，奇才队对阵达拉斯小牛，莱斯仅出手1记三分球，并且皮球弹框而出。在他出战的区区76秒钟内，奇才输给了小牛3分。赛后，奇才队主教练兰迪·惠特曼称，小莱斯可能会进入奇才的轮换阵容。在11月13日面对圣安东尼奥马刺的比赛中，小莱斯得到13分钟的出场时间，摘下3个篮板球，并得到了他职业生涯的首个抢断。12月9日，由于奇才队两位主力布拉德利·比尔和马泰尔·韦伯斯特双双缺阵，莱斯迎来首次NBA首发，此前萊斯8次出場，貢獻11分。萊斯在這場面對丹佛掘金中貢獻7分3個籃板外加3個搶斷。不过在12月18日，莱斯因为在两天前遭到右手腕骨折的伤病，前往纽约接受手术，缺阵3到6周。
2014年1月20日，莱斯被华盛顿奇才队下放到NBA发展联盟的愛荷華能量，这被认为是让莱斯更好的恢复手腕和适应节奏。1月28日，他被奇才队召回球队，在此期间莱斯在发展联盟能贡献24.3分，10.7个篮板2.7次盖帽外加2次抢断。但在同年2月28日，没有挤进轮换阵容的小莱斯再次被下放至愛荷華能量。而在4月5日，莱斯再次被奇才队总经理艾尔尼·格伦菲德召回奇才队。
赛季后，奇才队执行了小莱斯价值81万6千美元的球队选项。小莱斯进入了奇才队的夏季联赛阵容，参加2014年夏季联赛。在7月16日对阵迈阿密热火的比赛中，小莱斯得到24分7篮板，在7月20日面对圣安东尼奥马刺的比赛，小莱斯更是爆发砍下36分10篮板，并在第二个加时的关键时刻连中三记三分，包括压哨的扳平球。莱斯在本次夏季联赛中场均能拿下联盟最高的25分7.8个篮板外加2.5次抢断。这样的表现也令他和队友奥托·波特入选了拉斯维加斯夏季联赛最佳阵容，同时获得了拉斯维加斯夏季联赛的MVP。

## 数据

### NBA常规赛
| 賽季    | 球隊       | GP | GS | MPG | FG%  | 3P%  | FT%  | RPG | APG | SPG | BPG | PPG |
| ------- | ---------- | -- | -- | --- | ---- | ---- | ---- | --- | --- | --- | --- | --- |
| 2013–14 | 华盛顿奇才 | 11 | 1  | 9.9 | .297 | .294 | .714 | 1.8 | .6  | .5  | .1  | 2.9 |
| 2014–15 | 华盛顿奇才 | 5  | 0  | 8.6 | .200 | .143 | .667 | .8  | .4  | .0  | .0  | 2.2 |
| 生涯    | 生涯       | 16 | 1  | 9.5 | .269 | .250 | .692 | 1.5 | .6  | .4  | .1  | 2.7 |

。

### NBA发展联盟
| 賽季    | 球隊               | GP | GS | MPG  | FG%  | 3P%  | FT%  | RPG | APG | SPG | BPG | PPG  |
| ------- | ------------------ | -- | -- | ---- | ---- | ---- | ---- | --- | --- | --- | --- | ---- |
| 2012-13 | 里奥格兰德山谷毒蛇 | 42 | 25 | 23.7 | .491 | .385 | .752 | 6.2 | 1.9 | .9  | .7  | 13.0 |
| 2013-14 | 爱荷华能量         | 19 | 19 | 27.9 | .464 | .351 | .805 | 6.2 | 1.9 | 1.7 | .8  | 17.2 |
| 生涯    | 生涯               | 61 | 44 | 25.0 | .481 | .372 | .773 | 6.2 | 1.9 | 1.1 | .8  | 14.3 |

### NBA发展联盟季后赛
| 賽季 | 球隊               | GP | GS | MPG  | FG%  | 3P%  | FT%  | RPG | APG | SPG | BPG | PPG  |
| ---- | ------------------ | -- | -- | ---- | ---- | ---- | ---- | --- | --- | --- | --- | ---- |
| 2013 | 里奥格兰德山谷毒蛇 | 6  | 6  | 39.2 | .473 | .358 | .692 | 9.5 | 4.3 | 2.0 | 2.0 | 25.0 |
| 生涯 | 生涯               | 6  | 6  | 39.2 | .473 | .358 | .692 | 9.5 | 4.3 | 2.0 | 2.0 | 25.0 |

## 个人生活
小格伦·莱斯是老格伦·莱斯和特雷西·斯塔伍德的儿子，老莱斯是前NBA全明星球员，同时是1999-00 NBA赛季冠军得主洛杉矶湖人的球员，也曾带领过1988年名盛一时的「密歇根五虎」杀入过NCAA全国锦标赛。小莱斯有一个弟弟，名叫格米特里·莱斯（G'mitri Rice）。